# Kasachischer Eishockeypokal 2005
Der Kasachische Eishockeypokal der Saison 2005/06 war die vierte Austragung des kasachischen Eishockeypokalwettbewerbs. Die sechs gemeldeten Mannschaften spielten nach einjähriger Pause des Wettbewerbs zwischen dem 2. und 7. September 2005 in einem Turnier den Sieger aus. Den Titel des Kasachischen Pokalsiegers sicherte sich erstmals Kasachmys Karaganda.

## Modus
Die sechs Mannschaften spielten in einer Einfachrunde mit fünf Spielen pro Mannschaft den Titel des Kasachischen Pokalsiegers aus.
Für einen Sieg in der regulären Spielzeit von 60 Minuten erhielt eine Mannschaft zwei Punkte, der unterlegene Gegner ging leer aus. Bei einem Unentschieden erhielt jede Mannschaft einen Punkt.

## Abschlusstabelle
An den fünf Turniertagen konnte Kasachmys Karaganda erstmals den Titel erringen. Karaganda gewann vier Spiele und erreichte im direkten Duell gegen Kaszink-Torpedo Ust-Kamenogorsk ein Unentschieden. Da Ust-Kamenogorsk auch gegen Gornjak Rudny nicht über ein Remis hinauskam, sicherte sich Karaganda mit einem Punkt Vorsprung den Titel.
Abkürzungen: Sp = Spiele, S = Siege, U = Unentschieden, N = Niederlagen, Pkt = Punkte
|                                 | Sp | S | U | N | Tore  | Pkt |
| ------------------------------- | -- | - | - | - | ----- | --- |
| Kasachmys Karaganda             | 5  | 4 | 1 | 0 | 24:06 | 9   |
| Kaszink-Torpedo Ust-Kamenogorsk | 5  | 3 | 2 | 0 | 14:08 | 8   |
| Gornjak Rudny                   | 5  | 2 | 2 | 1 | 19:15 | 6   |
| Barys Astana                    | 5  | 2 | 1 | 2 | 11:15 | 5   |
| HK Irtysch Pawlodar             | 5  | 1 | 0 | 4 | 06:18 | 2   |
| Jenbek Almaty                   | 5  | 0 | 0 | 5 | 09:21 | 0   |

## Auszeichnungen
| Auszeichnung | Spieler           | Team                |                                |
| ------------ | ----------------- | ------------------- | ------------------------------ |
| Topscorer    | Andrei Tarassenko | Kasachmys Karaganda | 7 Punkte (2 Tore + 5 Vorlagen) |